# عبدالودود پیمان
عبدالودود پیمان (زاده ۱۳۳۲ ولسوالی انابه ولایت پنجشیر) سیاستمدار افغانستان و نماینده مردم ولایت قندوز در دوره شانزدهم مجلس نمایندگان است. وی در مجلس شانزدهم نمایندگان افغانستان عضو کمیسیون امور دینی، فرهنگی، معارف و تحصیلات عالی می‌باشد.

## زندگی‌نامه
عبدالودود پیمان زاده ۱۳۳۲ از ولسوالی انابه ولایت پنجشیر می‌باشد. ایشان تحصیلات متوسطه خود را در لیسه/دبیرستان رخه در سال ۱۳۵۶ در ولایت پنجشیر به پایان رسانید و در سال ۱۳۶۰ از مدرسه دینی حدیقه العلوم پشاور پاکستان فارغ‌التحصیل گردید. وی پس از آن وارد جبهه جنگ شد و قبل از وکالت در بخش تجارت سنگ‌های قیمتی فعالیت داشته‌است.

## دیگر فعالیت‌ها
دیگر فعالیت‌های ایشان:
- امر سیاسی گارد ملی وزارت دفاع ملی.
- رئیس قوای هوایی.
- عضو لویه جرگه اضطراری
- عضو لویه جرگه قانون اساسی.
- تجارت سنگ‌های قیمتی